# 春河もえ
春河 もえ（はるかわ もえ、女性）は、日本の漫画家。
東方Projectの公式コミック『東方鈴奈庵 〜 Forbidden Scrollery.』の作画を担当し、デビュー。
『夢のクレヨン王国』をきっかけに二次元を好むようになったという。

## 作品リスト
- 東方鈴奈庵 〜 Forbidden Scrollery.（作画担当。原作：ZUN。月刊コンプエース連載 2012年10月 - 2017年7月)
- 異議ガール!（作画担当。脚本：鰐梨、協力：オーガスト。集中連載。月刊コンプエース連載 2016年9月 - 11月)